# صفيراء ضيقة الأوراق
صفيراء ضيقة الأوراق (الاسم العلمي:Sophora stenophylla) هي نوع من النباتات يتبع جنس الصفيراء من الفصيلة البقولية.